# Asa N.º 84 da RAAF
A Asa N.º 84 é uma Asa de transporte da Real Força Aérea Australiana (RAAF). Sob o controle do Air Mobility Group (AMG), está sediada na Base aérea de Richmond, em Nova Gales do Sul. A asa é composta pelo Esquadrão N.º 35, operando aeronaves de transporte Aliena C-27J Spartan; Esquadrão N.º 37, operando transportes médios Lockheed Martin C-130J Super Hércules; e uma unidade de treinamento técnico, o Esquadrão N.º 285.
Formada em 1944 para tarefas de cooperação do exército no teatro do sudoeste do Pacífico da Segunda Guerra Mundial, a No. 84 Wing operou uma mistura de aeronaves, incluindo CAC Boomerangs, CAC Wirraways, Auster AOPs e Bristol Beauforts, antes de se dissolver em 1946. Foi reformado em 1991 como uma Asa de transporte tático com sede na Base da RAAF Townsville, Queensland, compreendendo os Esquadrões N.ºs 35 e 38 operando de Havilland Canada DHC-4 Caribous. Em 1996, foi aumentado pelo Esquadrão N.º 32, operando os transportes de treinadores Hawker Siddeley HS 748.

Em 1998, a Asa N.º 84 foi reorganizada como uma Asa de transporte especial, com sede em Richmond. Os Caribous foram transferidos para a Asa N.º 86 e a Asa N.º 84 assumiu a responsabilidade pelo Esquadrão N.º 33, operando os transportes-cisterna Boeing 707, e o Esquadrão N.º 34, operando transportes VIP, além de controlar o Esquadrão N.º 32. Em meados de 2006, o Esquadrão N.º 32 converteu-se em Beech King Air 350s e transferiu-se para o Grupo de Treino da Força Aérea, enquanto a Asa N.º 84 assumiu o controlo do Esquadrão N.º 285 e da Unidade de Treino e Desenvolvimento de Movimentos Aéreos (AMTDU). A AMTDU foi posteriormente movida sob a égide direta da ALG, e o Esquadrão N.º 33 sob a Asa N.º 86, após a aposentadoria dos 707s. O Esquadrão N.º 37, até então a única unidade Hércules da RAAF, foi transferido da Asa N.º 86 para a Asa N.º 84 em 2010. O Esquadrão N.º 35, que tinha sido fundido com o Esquadrão N.º 38 em 2000, foi reformado sob a Asa N.º 84 em 2013 para operar o transporte tático Alenia C-27J Spartan a partir de 2015; o esquadrão foi destacado da Asa em janeiro de 2014, mas está programado para retornar à medida que o Spartan se torna operacional.